# 大アンティル諸島

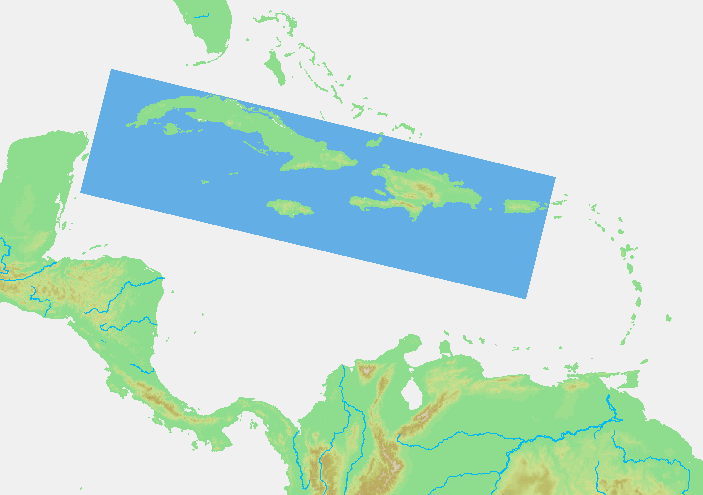
大アンティル諸島の位置

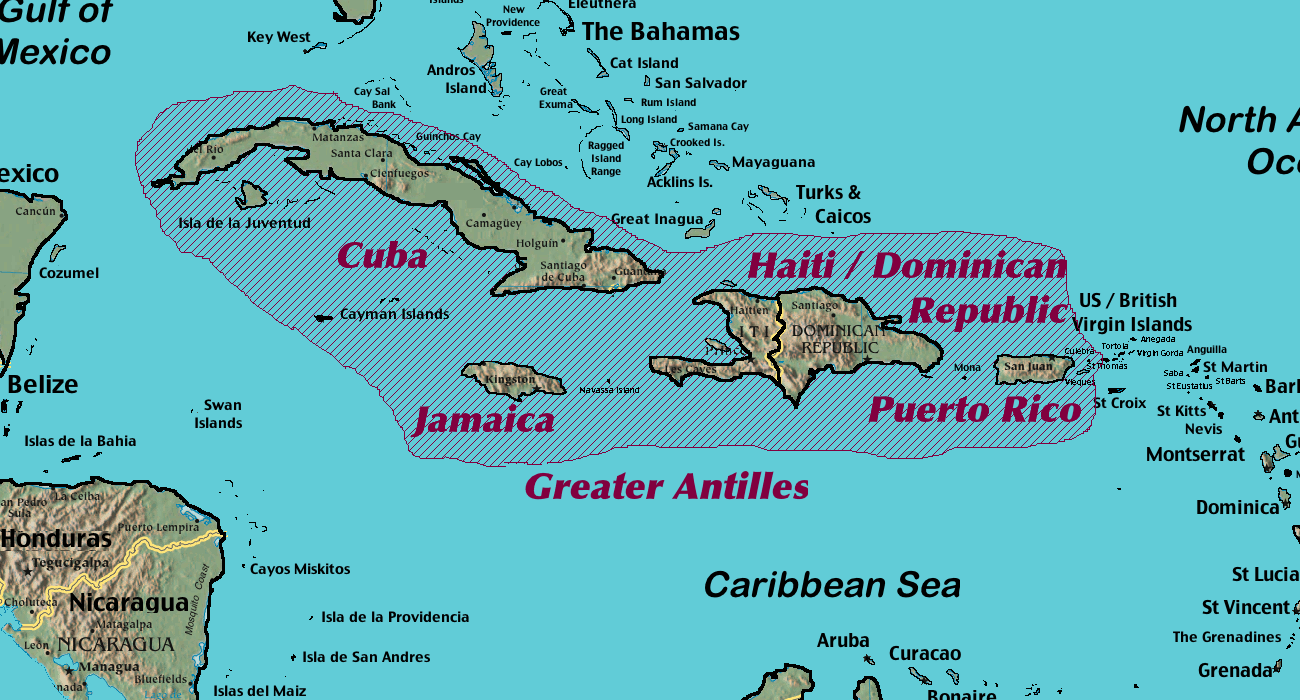
大アンティル諸島を構成する島々

大アンティル諸島（だいアンティルしょとう、英語 Greater Antilles、スペイン語 Antillas Mayores、 フランス語 Grandes Antilles、ハイチ・クレオール語:Gran Zantiy）は、中央アメリカのカリブ海にある諸島。フロリダ半島およびバハマの南方、ユカタン半島の東方、小アンティル諸島の西方に位置する。北は大西洋に面している。
カリブ海にある西インド諸島は大きさや位置から、バハマ諸島（バハマ）・大アンティル諸島・小アンティル諸島の三つに大別される。大アンティル諸島は4つの大きい島、すなわちキューバ島（キューバ）、イスパニョーラ島（ハイチおよびドミニカ共和国）、ジャマイカ島（ジャマイカ）、プエルトリコ島（プエルトリコ米国自治連邦区）及び付属する小島からなる。「大アンティル」の「大」は面積の大きさを表し、この4つの島だけで西インド諸島の全面積の約90%を占めている。地理的な近さから、ケイマン諸島も大アンティル諸島に含まれる。
大アンティル諸島は、比較的新しいサンゴ礁や火山島の多い小アンティル諸島とは異なり、大陸から分かれた陸塊の上に位置する。中央アメリカ大陸部と同様の地質的構造をもち、片岩、片麻岩などの変成岩、古い噴出岩などからなる。キューバは一部の山脈を除いて全体的に丘陵が広がる。ジャマイカ・イスパニョーラ・プエルトリコの3島は山脈が連なり、特にジャマイカとイスパニョーラには2,000から3,000m級の高山がそびえる。最高峰はイスパニョーラ島のドゥアルテ山（3,087 m）である。またプエルトリコの北には、大西洋で最も深いプエルトリコ海溝がある。
古くはタイノ族が大アンティル諸島各地に住んでいたが、大航海時代以降ヨーロッパ諸国が進出して植民地とし、アフリカから奴隷を大勢連れてきて鉱山や農場を経営した。また大西洋を渡る航路のアメリカ側の玄関に位置しているため戦略的にも重要であり、中南米から本国へ高価な産物を運ぶスペイン船に対する海賊行為や、アメリカ独立戦争時などにおける列強同士の海戦も行われた。

## 大アンティル諸島を構成する島と国
- キューバ共和国
- イギリス領ケイマン諸島
- ジャマイカ
- ペドロ諸島、モラント諸島（ジャマイカ領）
- アメリカ領ナヴァッサ島（ハイチが島の領有を主張している）
- ハイチ共和国 - イスパニョーラ島西部
- ドミニカ共和国 - イスパニョーラ島東部
- アメリカ領プエルトリコ